# صفة (شريعة)
الصفة كمصطلح ديني
هي الاسم الدال على بعض أحوال الذات، وذلك نحو طويل وقصير وعاقل وأحمق، وغيرها. وهي الأمارة اللازمة بذات الموصوف الذي يعرف بها. والصفة المشبهة: ما اشتق من فعل لازم لمن قال به الفعل على معنى الثبوت، نحو: كريم وحسن.

## أقسام الصفات
- الصفات الجلاليةهي ما يتعلق بالقهر والعزة والعظمة والسعة.
الصفات الجماليةما يتعلق باللطف والرحمة.
الصفات الذاتيةهي ما يوصف الله بها، ولا يوصف بضدها، نحو القدرة والعزة والعظمة، وغيرها.
الصفات الفعليةهي ما يجوز أن يوصف الله بضده، كـ الرضا والرحمة والسخط والغضب، ونحوها.

1. ↑  الصلابي, علي. "السماحة بوصفها قيمة عظمى في القرآن الكريم". الجزيرة نت (بar-EG). Retrieved 2024-02-09.{{استشهاد ويب}}:  صيانة الاستشهاد: لغة غير مدعومة (link)